# Sevda Altınoluk
Sevda Altunoluk (nascida em 1 de abril de 1994, na Turquia) é uma jogadora de golbol paraolímpica turca que compete pelo Yenimahalle Belediyespor em Ancara. Ela faz parte da seleção nacional e foi eleita várias vezes como artilheira. Em 2021, ela foi nomeada uma das 100 mulheres da BBC.

## Vida privada
Sevda Altunoluk nasceu em 1º de abril de 1994, na cidade de Tokat, na Turquia. Sua irmã Sevtap Altunoluk também é jogadora nacional de golbol.

## Carreira desportiva

### Clubes
Sevda Altunoluk começou a jogar golbol aos 12 anos.
Ela jogou pelo clube esportivo para deficientes visuais Mithat Enç Gören Kalpler SK, em Ancara, capital da Turquia, antes de se transferir para o Yenimahalle Belediyesi SK, na mesma cidade. Sua equipe atual é treinada por Ekrem Gündoğdu, integrante da seleção masculina de golbol do mesmo clube. Várias vezes, ela foi reconhecida como artilheira do nível nacional.

### Internacional
Sevda Altunoluk compete internacionalmente na seleção feminina de golbol da Turquia. Ela já participou de várias competições. Em 2010, ela conquistou a medalha de prata no Campeonato Europeu Feminino do Grupo B da IBSA de Golbol, realizado em Esquixequir, na Turquia. No Campeonato Europeu de Goalball da IBSA de 2012 Div. B, em Ascoli Piceno, na Itália, ela conquistou a medalha de ouro e liderou a lista de artilheiras com 27 gols, seguida da alemã Swetlana Otto com 21. Ela ganhou a medalha de ouro nos Jogos Pajulahti de 2013 em Nastola, na Finlândia, e também foi a artilheira. Altınoluk também foi a artilheira da Malmö Lady Inter Cup 2013 em Malmö com 18 gols, embora seu time tenha ficado em quarto lugar. No mesmo torneio do ano seguinte, a seleção levou o bronze e ela ficou em segundo lugar na lista de artilheiras com 17 gols, atrás de Laura Belle da Espanha. Em 2015, ela conquistou a medalha de ouro no 2015 IBSA European Goalball Championships Div. A, em Kaunas, na Lituânia. Ela foi a artilheira, seguida por sua companheira de equipe Sümeyye Özcan.
Sevda Altunoluk era parte da seleção nacional que conquistou a medalha de ouro nas Paraolimpíadas de Verão de 2016, no Rio de Janeiro, no Brasil.

## Honras

### Individuais
- Artilheira – Campeonato Europeu de Goalball IBSA 2012 Div. B em Ascoli Piceno, Itália (27 gols).[17]
- Artilheira – 2013 Malmö Lady Inter Cup em Malmö, Suécia.[18]
- Artilheira – Jogos Pajulahti 2013 em Nastola, Finlândia.[10]
- Artilheira - Campeonato Mundial de Goalball de 2014 em Espoo, Finlândia (31 gols)[18]
- Artilheira – Campeonato Europeu de Goalball IBSA 2015 Div. A em Kaunas, Lituânia.[12]
- Artilheira – Jogos Paraolímpicos de Verão de 2016, Rio de Janeiro, Brasil (36 gols)[23]
- Artilheira – Campeonato Europeu de Goalball IBSA 2017 em Lahti, Finlândia (37 gols)[24]
- Artilheira – Campeonato Mundial de Goalball IBSA 2018 em Malmö, Suécia (46 gols)[23]
- IPC Allianz Atleta do Mês - 2018 junho[25]
- Melhor marcadora - 2018-19 Super European Women's Goalball League (25 gols)[26]
- Artilheira – Campeonato Mundial de Goalball IBSA 2019 em Rostock, Alemanha (39 gols)[27]
- Artilheira – Jogos Paraolímpicos de Verão de 2020, Tóquio, Japão (46 gols)[28]
- Em 2021, ela foi nomeada uma das 100 mulheres da BBC[2]

### Clubes
Primeira Liga Feminina de Goalball da Turquia
Yenimahalle Belediyesi SK
- Campeões (1): 2013–14.[11]

Campeonato Turco de Goalball Feminino
Yenimahalle Belediyesi SK
- Campeões (1): 2014.[13]

### Internacional
- 2010 IBSA Goalball European Women's Group B Championship em Esquixequir, Turquia.[15]
- 2012 IBSA Goalball European Championships Div. B em Ascoli Piceno, Itália.[17]
- 2013 Pajulahti Games em Nastola, Finlândia.[10]
- 2013 IBSA Goalball European Championship en Konya, Turquia.[10]
- 2014 Malmö Ladies and Men's InterCup in Malmö, Suécia.[19]
- 2014 IBSA World Goalball Championship in Espoo, Finlândia.[19]
- 2015 IBSA Goalball European Championships Div. A in Kaunas, Lituânia.[12]
- 2016 Summer Paralympics in Rio de Janeiro, Brasil.[22]
- 2018 Malmö Lady- and Men InterCup in Malmö, Suécia.[29]
- 2018 Goalball World Championships in Malmö, Suécia.[30]
- 2019 IBSA Goalball European Championship in Rostock, Alemanha.[31]
- 2020 Summer Paralympics in Tokyo, Japão.[31]
- 2021 IBSA Goalball European Championship in Samsun, Turquia.[31]